# 埃塞爾弗萊德
埃塞尔弗莱德（870年—918年6月12日），麦西亚人的女领主，盎格鲁-撒克逊时期威塞克斯王朝国王、阿尔弗雷德大帝与妻子埃尔斯威思的长女。埃塞尔弗莱德出生在维京人大举入侵英国的高峰期，她的父亲将她嫁给了麦西亚领主埃塞尔雷德。911年埃塞尔雷德去死后，她统治麦西亚直到918年去世。

## 背景和家庭
到8世纪末，早期建立的盎格鲁-撒克逊小王国已逐步合并成四个：威塞克斯王國、麥西亞王國、東盎格利亞王國和諾森布里亞王國。9世纪初，威塞克斯在埃塞尔弗莱德的曾祖父埃格伯特的统治下，成为英格兰最强大的王国。九世纪中叶，英格兰越来越多地受到来自维京人的袭击。878年，维京人摧毁了东盎格利亚、诺森布里亚和麦西亚，也几乎征服了威塞克斯，但在埃塞尔弗莱德的父亲阿尔弗雷德大帝的统帅下，西撒克逊人发起了反击，并在爱丁顿战役中取得了决定性的胜利。经阿尔弗雷德和维京首领古思伦谈判商定，麦西亚西部划归阿尔弗雷德，而麦西亚东部纳入维京人的东盎格利亚。
埃塞尔弗莱德在阿塞尔的传记作品《阿尔弗雷德传》的中被提及，称她为阿尔弗雷德与他的麦西亚妻子埃尔斯威思所生的第一个孩子，是长者爱德华、埃塞尔吉夫、埃尔夫斯里思（佛兰德的博杜安二世之妻）和埃塞尔沃德的姐姐。

## 麦西亚人的女领主

10世纪初期的“五市镇”和英格兰米德兰地区

埃塞尔弗莱德于914年在赫里福德和格洛斯特设立驻防军，并907年修复的彻斯特老城墙。910年她创建了第一个要塞，因为她的丈夫没有参加抵抗丹麦人的运动，所以一些学者认为，从这一时期起她就是麦西亚人的真正领袖。
911年，泰滕豪之战后，埃塞尔弗莱德的丈夫去世，她成为“麦西亚人的女领主”；埃塞尔弗莱德还是一个杰出的军事和战术领袖，她继承丈夫统治麦西亚八年， 并开始在英国麦西亚境内规划、建设了一系列的堡垒，其中7个现可确定：布里奇诺斯（912年）、塔姆沃思（913年）、埃迪斯伯里（914年）、沃里克（914年）、彻伯里（915年）、朗柯恩（915年），其他三个城堡具体位置尚待确定。
随后，她开始了对外远征：916年进入威尔士，917年攻下丹麦德比的据点，918年攻下莱斯特。埃塞尔弗莱德联合她的弟弟长者爱德华。历史学家弗兰克·史丹顿爵士指，由于依靠埃塞尔弗莱德抵抗丹麦人对英格兰南部的侵略，爱德华才可以实踐“他杰出的统治才能”。她率领一支冒险队到威尔士报复对梅尔恰安修道院院长的谋杀，并成功抓获布雷切尼奥国王的妻子。

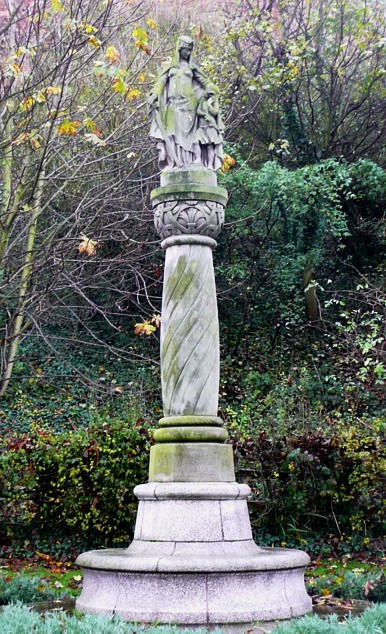
埃塞尔弗莱德和她的侄子埃塞尔斯坦的雕像，位于塔姆沃思

## 死亡和遗产
918年，斯堪的纳维亚约克一带的人起誓效忠埃塞尔弗莱德，大概是为了得到她的保护，抵抗来自爱尔兰的北欧袭击者。但不久，她就去世了，时间是918年6月12日。她的女儿埃尔夫温继任麦西亚人的女领主，但半年后其舅长者爱德华就废黜了她，直接掌控麦西亚。

## 脚注
1. ↑  库克，阿尔弗雷德阿塞尔的人生, pp. 37–38.
2. ↑  史丹顿，英格兰盎格鲁 - 撒克逊人, p. 326.
3. ↑  史丹顿，英格兰盎格鲁 - 撒克逊人, p. 324.
4. ↑  史丹顿，英格兰盎格鲁 - 撒克逊人, p. 326–7.
5. ↑  史丹顿，英格兰盎格鲁 - 撒克逊人, p. 329.

## 参阅

### 首要来源
- 盎格鲁 - 撒克逊编年史(MSS A, B, C, D and E), ed. D. Dumville 和 S.凯恩斯, 盎格鲁 - 撒克逊编年史. A Collaborative Edition. Vols. 3–7. 剑桥, 1983.
- 爱尔兰零散史册, ed. and tr. Joan N. Radner, 爱尔兰零散史册. Dublin, 1978.
- 盎格鲁 - 撒克逊宪章: S 221 （页面存档备份，存于）(AD 901), S 223 （页面存档备份，存于） (AD 884 x 901), S 224 （页面存档备份，存于） (AD 901), S 225 （页面存档备份，存于） (AD 878 for 915), S 367 （页面存档备份，存于） (AD 903), S 1280 （页面存档备份，存于） (AD 904).

### 次要来源
- Charles-Edwards, T. M. . 牛津大学出版社. 2013. ISBN 978-0-19-821731-2.
- 库克, 阿尔伯特. . 纽约: Ginn & Co. 1906年.
- Sir Francis Palgrave. 盎格鲁-撒克逊人的历史. 1876. Paperback edition on Senate. p. 164.
- 史丹顿, 弗兰克爵士. . 纽约: 牛津大学出版社. 1988年. ISBN 0-19-821716-1.
- 伍德, 迈克尔. . Berkeley: 加州大学出版社. 2001年. ISBN 0-520-23218-6.